# بحران بنزین ایران

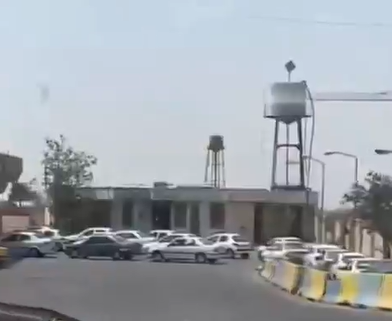

بحران بنزین ایران به دوره‌ای اطلاق می‌شود که از آذر ۱۴۰۳ تا خرداد ۱۴۰۴ ادامه داشت و در آن، ایران با کمبود شدید عرضه بنزین مواجه شد؛ در حالی‌که مصرف داخلی به سطوح بی‌سابقه‌ای رسید و تولید داخلی توان پاسخ‌گویی به این رشد را نداشت. مصرف ملی بنزین در اواخر سال ۱۴۰۳ به حدود ۷۵۰ هزار بشکه در روز (تقریباً ۱۲۰ میلیون لیتر در روز) رسید که نسبت به سال قبل حدود ۷ تا ۸ درصد افزایش نشان می‌داد، در حالی که تولید پالایشگاه‌های داخلی حدود ۶۷۰ هزار بشکه در روز (تقریباً ۱۰۰ تا ۱۰۵ میلیون لیتر) بود. این اختلاف باعث کمبود روزانه حدود ۱۵ تا ۲۰ میلیون لیتر (تقریباً ۱۵ تا ۲۰ درصد از تقاضا) شد که با واردات سوخت یا برداشت از ذخایر جبران گردید. در دوره‌های اوج سفر مانند تعطیلات رسمی، مصرف حتی به بیش از ۱۳۳ میلیون لیتر در روز رسید و در اوایل خرداد ۱۴۰۴ برای یک روز به طور موقت تا ۱۴۳ میلیون لیتر افزایش یافت.
در پی حمله هوایی اسرائیل به برنامه هسته‌ای ایران در ۲۳ خرداد ۱۴۰۴، صف‌های بسیار طولانی در جایگاه‌های سوخت در سراسر تهران و شهرهای دیگر ایجاد شد؛ صف‌هایی که به گفته ناظران، پیش از این در تاریخ جمهوری اسلامی ایران سابقه نداشته است. کمبود بنزین به‌طور محسوس در بسیاری از مناطق دیده شد و روشن گردید که آمادگی قبلی برای مدیریت چنین بحرانی وجود نداشت. در روز پس از حمله هوایی اسرائیل، سازمان مدیریت بحران کشور با انتشار پیامی رسمی اعلام کرد: «در پی حملات ددمنشانه رژیم صهیونیستی و کمبود سوخت در کشور، به آگاهی هموطنان عزیز می‌رسانیم که عرضه سوخت در جایگاه‌ها تنها تا ساعت ۲۰:۰۰ انجام خواهد شد.»

## ظرفیت پالایش و تولید
ظرفیت پالایش سوخت موتور در ایران در این دوره به عنوان یک گلوگاه اصلی باقی مانده است. ده پالایشگاه فعال کشور توان پردازش حدود ۲٫۲ تا ۲٫۴ میلیون بشکه نفت خام و میعانات گازی در روز را دارند که این میزان بر اساس بازدهی فعلی، به تولیدی در حدود ۱۰۰ تا ۱۰۵ میلیون لیتر بنزین در روز منتهی می‌شود.
با توجه به عدم راه‌اندازی پالایشگاه‌های بزرگ جدید در سال‌های اخیر، افزایش تولید بنزین صرفاً از طریق بهبود بهره‌وری در پالایشگاه‌های موجود ممکن بوده است. مسئولان اعلام کردند که ارتقاء برخی پالایشگاه‌ها در اواخر سال ۱۴۰۳ منجر به افزایش حدود ۵ درصدی در تولید بنزین شد که معادل افزایشی در حدود ۸ میلیون لیتر در روز بوده است.
چندین پروژه توسعه‌ای برای کاهش شکاف عرضه در دست اجراست. به‌عنوان نمونه، واحد چهارم فرآوری در پالایشگاه میعانات گازی ستاره خلیج فارس (بزرگ‌ترین واحد تولید بنزین ایران) و یک واحد تفکیک میعانات گازی با ظرفیت ۶۰ هزار بشکه در روز (در قالب پروژه سیراف) قرار است تا پایان سال ۱۴۰۴ یا اوایل سال ۱۴۰۵ به بهره‌برداری برسند.
علاوه بر این، پالایشگاه‌های کوچک‌تری نیز در مرحله برنامه‌ریزی یا ساخت هستند، از جمله پالایشگاه علیش با ظرفیت ۶۰ هزار بشکه در روز و مجموعه مِهر خلیج فارس با ظرفیت ۱۲۰ هزار بشکه در روز که انتظار می‌رود به‌زودی آغاز به کار کنند. با این حال، حتی با تحقق این پروژه‌ها، مسئولان اذعان دارند که رشد در سمت عرضه به‌تنهایی برای حل عدم تعادل بازار کافی نخواهد بود، به‌ویژه اگر روند افزایشی تقاضا با همین سرعت ادامه یابد.

## واردات و تجارت
برای جبران کمبود فوری عرضه، ایران در اواخر سال ۱۴۰۳ و اوایل ۱۴۰۴ میزان واردات بنزین را افزایش داد، علی‌رغم تداوم تحریم‌های بین‌المللی. طبق گزارش‌های صنعتی، دولت ایران در سال مالی گذشته نزدیک به ۵ میلیارد لیتر سوخت (مجموع بنزین و گازوئیل) وارد کرد که این مقدار تقریباً دو برابر میزان واردات سال پیش از آن بود.
با توجه به دشواری دسترسی به ارز خارجی، تهران به‌شدت به ترتیبات تهاتری برای تهیه سوخت متکی شد و مازاد نفت کوره (مازوت) خود را با بنزین و گازوئیل مبادله کرد. گزارش‌های داخلی نشان دادند که از حدود ۲۹۰ هزار بشکه در روز مازوتی که ایران در سال ۱۴۰۳ صادر کرده است، حدود ۴۰ درصد آن در ازای سوخت‌های پالایش‌شده (عمدتاً از طریق امارات متحده عربی) مبادله شد و باقی‌مانده به خریداران نقدی در چین و دیگرx1 بازارهای آسیایی فروخته شد.
رئیس‌جمهور مسعود پزشکیان اعلام کرد که ایران در سال ۱۴۰۳ حدود ۹۰ هزار میلیارد ریال (تقریباً ۱٫۳ میلیارد دلار بر اساس نرخ بازار آزاد) صرف واردات بنزین کرده است و هشدار داد که اگر روند مصرف فعلی ادامه یابد، هزینه واردات ممکن است در سال ۱۴۰۴ به ۱۳۰ هزار میلیارد ریال (~۱٫۹ میلیارد دلار) برسد.
در همین حال، کشور همچنان با مشکل گسترده قاچاق سوخت مواجه است که ناشی از تفاوت زیاد قیمت بنزین یارانه‌ای ایران با بازارهای کشورهای همسایه است. مقادیر قابل توجهی از بنزین ایران به طور غیرقانونی به کشورهایی مانند پاکستان و افغانستان قاچاق شده و در آنجا به فروش می‌رسد، که این موضوع به عرضه داخلی لطمه زده است. مقامات در اوایل سال ۱۴۰۴ عملیات‌هایی برای مقابله با قاچاق انجام دادند. به عنوان نمونه، توقیف ۲۲۰ هزار لیتر سوخت قاچاق در مشهد. اما اذعان داشتند که قاچاق همچنان یک معضل پایدار و ادامه‌دار باقی مانده است.

## سهمیه‌بندی و واکنش‌های سیاستی
سامانه قیمت‌گذاری و سهمیه‌بندی بنزین ایران در طول سال‌های ۱۴۰۳ تا ۱۴۰۴ همچنان پابرجا بود و مقامات با احتیاط از اجرای اصلاحات عمده‌ای که ممکن بود باعث واکنش‌های منفی عمومی شود، خودداری کردند. از سال ۱۳۸۶، مالکان خودروهای شخصی سهمیه ماهانه ثابتی از بنزین را با نرخ یارانه‌ای دریافت می‌کنند (برای نمونه، ۶۰ لیتر در ماه با قیمت حدود ۱۵٬۰۰۰ ریال به ازای هر لیتر، معادل تقریباً ۰٫۰۲ دلار). علاوه بر این، خرید بنزین بیشتر از سهمیه، با نرخ بالاتری (اگرچه همچنان یارانه‌ای) امکان‌پذیر است.
در دی‌ماه ۱۴۰۲، دولت به‌طور بی‌سروصدا محدودیت‌های سهمیه‌بندی را تشدید کرد: سهمیه مجاز اضافه‌ بر کارت هوشمند سوخت شخصی (با قیمت حدود ۳۰٬۰۰۰ ریال به ازای هر لیتر) از ۱۵۰ لیتر به ۱۰۰ لیتر در ماه کاهش یافت تا از احتکار و قاچاق جلوگیری شود. با این حال، سهمیه پایه ۶۰ لیتر در ماه با قیمت بسیار پایین تغییری نکرد.
با وجود بدتر شدن کسری عرضه سوخت، دولت به‌صراحت از افزایش قیمت رسمی بنزین در بودجه اسفند ۱۴۰۳ خودداری کرد، چرا که آخرین تلاش برای افزایش قیمت‌ها در آبان ۱۳۹۸ منجر به اعتراضات سراسری شد. در عوض، تلاش‌های سیاستی بر مدیریت تقاضا متمرکز شد. دولت استفاده بیشتر از سوخت‌های جایگزین و شیوه‌های حمل‌ونقل عمومی را تشویق کرد؛ از جمله با ترویج استفاده از گاز طبیعی فشرده (CNG) به‌عنوان جایگزین بنزین در خودروها، تسریع توسعه حمل‌ونقل عمومی، و نوسازی ناوگان فرسوده وسایل نقلیه. با این حال، در عمل، استفاده از CNG در حال کاهش بود (مصرف روزانه CNG از حدود ۲۴ میلیون مترمکعب در سال ۱۳۹۹ به حدود ۱۸ تا ۱۹ میلیون مترمکعب در سال ۱۴۰۳ کاهش یافت) و زیرساخت‌های حمل‌ونقل عمومی نیز پیش از این با فشار زیاد مواجه بودند، که اثرات کوتاه‌مدت این اقدامات را محدود کرد. خودروهای شخصی همچنان وسیله غالب رفت‌وآمد باقی ماندند، چرا که سوخت در ایران بسیار ارزان است، و بیش از نیمی از وسایل نقلیه کشور از مدل‌های قدیمی با مصرف سوخت بالا هستند، که این خود به بحران تقاضا دامن می‌زند.

## افزودنی‌ها و کیفیت سوخت
یکی از راهبردهای اصلی برای افزایش حجم عرضه بنزین در ایران، ترکیب مقدار قابل‌توجهی از افزودنی‌های کم‌کیفیت و سوخت‌های پتروشیمی با محصول نهایی بوده است. داده‌های داخلی افشاشده نشان می‌دهند که در اواخر سال ۱۴۰۳، تنها حدود ۱۰۰ میلیون لیتر در روز از بنزین ایران توسط پالایشگاه‌ها تولید می‌شد و مابقی آن (در حدود ۲۰ میلیون لیتر در روز) از طریق ترکیب انواع افزودنی‌ها به‌منظور افزایش حجم تأمین می‌گردید.
این افزودنی‌ها شامل محصولات خارج‌شده از واحدهای پتروشیمی و ترکیب جنجالی متیل ترت-بوتیل اتر (MTBE) بودند؛ ترکیبی اکسیژن‌دار و افزاینده عدد اکتان که به دلیل خطرات زیست‌محیطی و سلامت در بسیاری از کشورها ممنوع شده است. استفاده از این عوامل ترکیبی طی سال‌های اخیر به‌شدت افزایش یافته است؛ از حدود ۵ میلیون لیتر در روز (معادل حدود ۶٪ از کل عرضه بنزین) در سال ۱۳۹۷ به بیش از ۲۰ میلیون لیتر (بیش از ۲۰٪ از عرضه) در سال ۱۴۰۳ رسیده است.
اگرچه این روش به‌طور ظاهری به تأمین تقاضای فزاینده بنزین کمک کرده است، اما منجر به افت چشمگیر کیفیت سوخت شده است. گزارش‌ها نشان می‌دهند که تقریباً ۸۰٪ از بنزین تولیدی ایران با استانداردهای آلایندگی یورو ۴ یا یورو ۵ مطابقت ندارد، و حتی بخشی از سوختی که به‌عنوان «یورو» عرضه می‌شود، اغلب حاوی MTBE و سایر افزودنی‌هایی است که مقادیر آن‌ها فراتر از استانداردهای بین‌المللی است.
این اتکا گسترده به ترکیبات غیراستاندارد نگرانی‌های جدی درباره کیفیت هوا و سلامت عمومی به‌ویژه در شهرهای بزرگ کشور به همراه داشته است.

## پیامدهای اقتصادی و زیست‌محیطی
وضعیت بنزین در ایران طی سال‌های ۱۴۰۳ و ۱۴۰۴ پیامدهای قابل‌توجهی از منظر اقتصادی و زیست‌محیطی به همراه داشته است. سرانه مصرف بنزین در کشور به حدود ۴ لیتر در روز رسید (بالاتر از میانگین جهانی حدود ۳ لیتر در روز)، که نشان‌دهنده قیمت بسیار پایین سوخت در ایران و رواج گسترده خودروهای کم‌بازده است.
ترکیب مصرف بالا، استفاده گسترده از خودروهای فرسوده، و سهم زیاد افزودنی‌های سوختی منجر به تشدید آلودگی هوا و پدیده وارونگی دما در مناطق شهری شده و انتقادات کارشناسان حوزه سلامت و محیط‌زیست را برانگیخته است.
از منظر اقتصادی، یارانه‌های گسترده سوخت فشار فزاینده‌ای بر منابع مالی دولت وارد کرده‌اند. قیمت بنزین در جایگاه‌های سوخت ایران تا سطح ۱۵٬۰۰۰ ریال به ازای هر لیتر (~۰.۰۲ دلار آمریکا) پایین است، به این معنا که مصرف‌کنندگان تنها کسری ناچیز از هزینه واقعی تولید و توزیع سوخت را پرداخت می‌کنند. برآوردها نشان می‌دهند که مجموع یارانه‌های انرژی ایران (شامل بنزین، گازوئیل، گاز طبیعی و برق) سالانه در بازه‌ای میان ۳۰ تا ۶۰ میلیارد دلار قرار دارد.
افزایش چشمگیر مصرف بنزین در سال‌های ۱۴۰۳ و ۱۴۰۴ ایران را ناگزیر کرده تا منابع مالی محدود خود (یا منابع نفتی قابل‌مبادله) را برای واردات سوخت اختصاص دهد، که این موضوع بار مالی بیشتری را به بودجه کشور تحمیل کرده است.
مقامات حوزه انرژی ایران هشدار داده‌اند که در صورت تداوم روند فعلی، مصرف داخلی بنزین ممکن است تا سال ۱۴۰۷ به ۱۷۰ میلیون لیتر در روز برسد، و هزینه‌های سالانه ناشی از کمبود سوخت (اعم از واردات یا کاهش رشد اقتصادی) ممکن است از ۱۶ میلیارد دلار فراتر رود. دولت اذعان کرده است که بهبود بهره‌وری انرژی و اصلاح نظام یارانه‌ای سوخت برای کاهش فشارهای اقتصادی و زیست‌محیطی ناشی از مصرف بالای بنزین در سال‌های آینده ضروری خواهد بود.

## کمبود بنزین پس از حمله اسرائیل
در تاریخ ۲۳ خرداد ۱۴۰۴ (۱۳ ژوئن ۲۰۲۵)، پس از حمله هوایی اسرائیل به برنامه هسته‌ای ایران، صف‌های طولانی در جایگاه‌های سوخت سراسر تهران به‌ویژه در مناطق مرفه و مرکزی مانند پاسداران شکل گرفت. ساکنان با وجود ابهام و نگرانی پس از حملات و انفجارهای شنیده شده در پایتخت، برای تأمین سوخت به جایگاه‌ها هجوم بردند. تصاویر و ویدئوهایی منتشر شد که صف‌های متراکم خودروها را در جایگاه‌های سوخت منطقه پاسداران تهران نشان می‌داد.
با وجود این ازدحام، مسئولان شرکت ملی پالایش و پخش فرآورده‌های نفتی ایران به‌طور رسمی اعلام کردند که کمبودی در عرضه وجود ندارد و عملیات پالایش و ناوگان توزیع سوخت «بدون وقفه» در حال انجام است. همچنین رسانه‌های فارسی‌زبان مانند اقتصاد نیوز، خبر آنلاین و فرارو گزارش دادند که صف‌ها ناشی از خریدهای هیجانی بوده و زیرساخت‌های اصلی تأمین سوخت پایدار باقی مانده‌اند.